# 블루스카이법
블루스카이법(blue sky law)는 미국회사법의 개념으로 사기방지를 위해 증권의 모집과 판매를 규제하는 미국 주의 법을 말하고 있다. 투자자들이 내실이 없고 푸른 하늘만 사게 되는 것을 막는다는 표현에서 유래하였다.

## 같이 보기
- 동전주